# Kalvtjärnen (Kalls socken, Jämtland, 707731-136850)
Kalvtjärnen är en sjö i Åre kommun i Jämtland och ingår i Indalsälvens huvudavrinningsområde.